# Sepang
Sepang es una ciudad y un distrito situado en la parte sur del estado de Selangor en Malasia. Antiguamente era un pequeño pueblo y en la actualidad Salak Tinggi se hizo cargo de la ciudad de Sepang, siendo la capital del distrito. El distrito de Sepang cubre un área de 612 km² y tenía una población de 212.050 en el censo de 2010 (resultado provisional). 
A nivel mundial es conocido principalmente por contar con el Circuito Internacional de Sepang y el Aeropuerto de Kuala Lumpur, que sirve a la ciudad de Kuala Lumpur. aunque también es también conocido por el municipio de Ciberjaya, el Silicon Valley de Malasia en el que tienen su sede más de 250 empresas multinacionales.
El Circuito Internacional de Sepang es sede del Gran Premio de Malasia de Fórmula 1 y el Gran Premio de Malasia de Motociclismo.

## Galería de imágenes

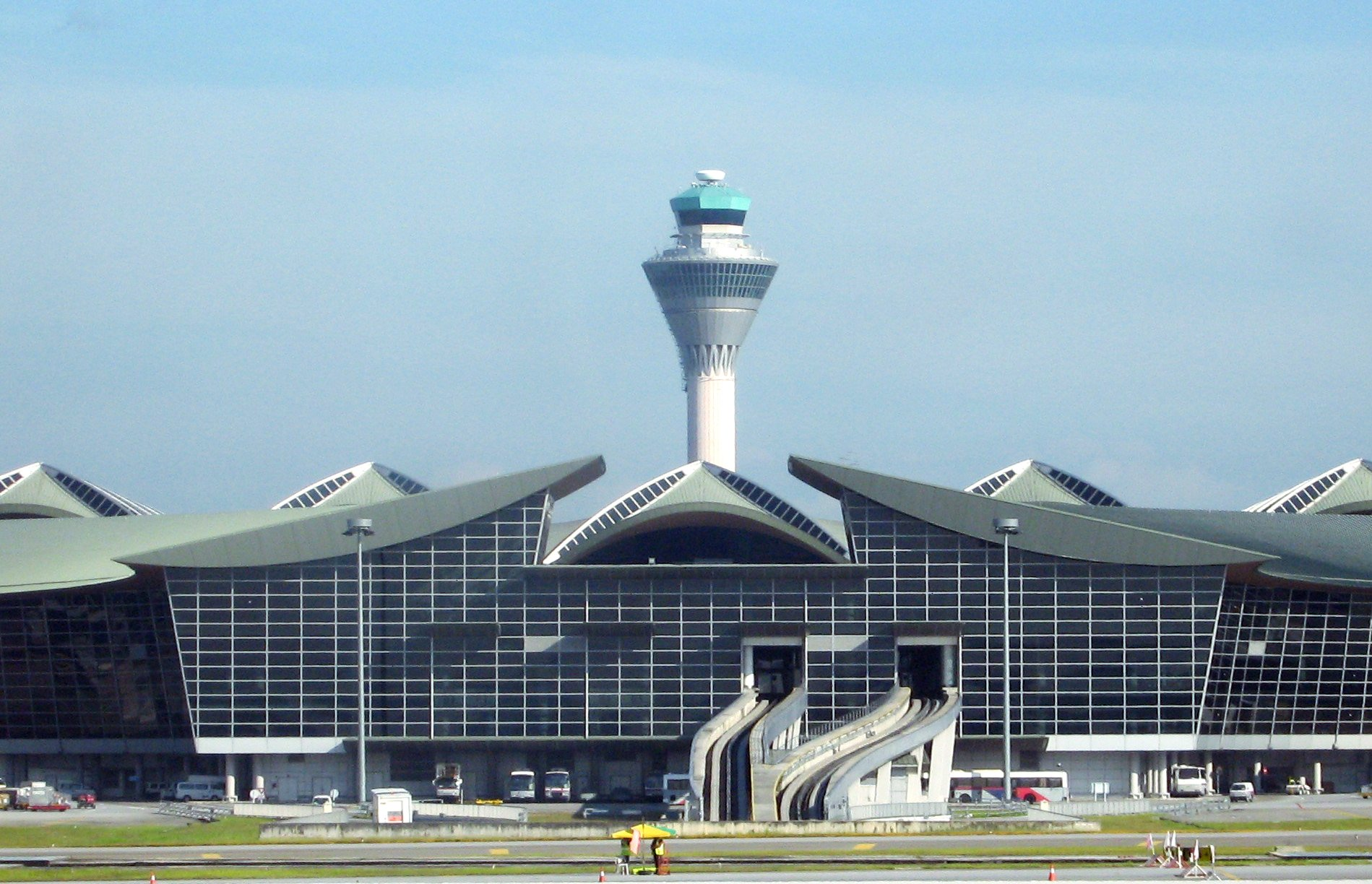
Aeropuerto de Kuala Lumpur.
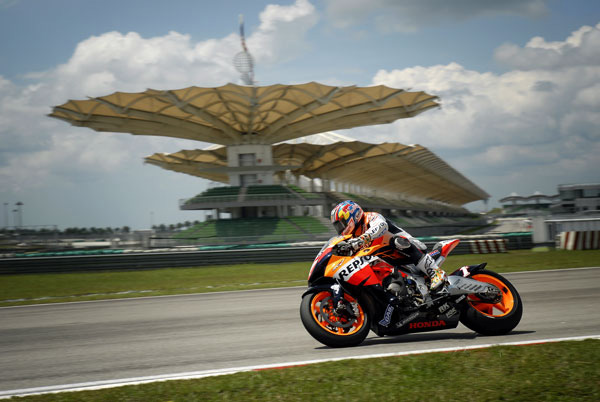
Moto Honda en el circuito Internacional de Sepang.